# 富士吉田西桂スマートインターチェンジ
富士吉田西桂スマートインターチェンジ（ふじよしだにしかつらスマートインターチェンジ）は、山梨県富士吉田市にある中央自動車道富士吉田線のスマートインターチェンジである。

## 概要
本線直結型であり、利用可能車種はETC搭載の全車種で24時間運用。上下線ともに出入可である。

## 道路
- E68 中央自動車道富士吉田線（1-1番）

## 接続する道路
- 山梨県道718号富士吉田西桂線（道路拡幅・付け替えの改修中）

## 沿革
- 2011年（平成23年）3月1日 : 国土交通省より連結許可が下りる[2]。
- 2016年（平成28年）1月21日 : 着工[3]。
- 2017年（平成29年）6月5日 : IC名称が「富士吉田北スマートIC」から「富士吉田西桂スマートIC」に正式決定[1][4]。
- 2018年（平成30年）
  - 4月15日 : 大月JCT方面出入口が供用開始[1][5][6]。
  - 8月6日 : 河口湖IC方面出入口が供用開始[7]。

## 周辺
- 富士吉田市役所 環境美化センター
- 富士山麓電気鉄道富士急行線 寿駅
- 新倉山浅間公園 - 東京方面からの最寄りICとして案内されている

## 隣
E68 中央自動車道富士吉田線
(1)都留IC - 谷村PA - (1-1)富士吉田西桂スマートIC - (2)河口湖IC